# Johnny the Fox
Albums de Thin Lizzy
Jailbreak
(1976) Bad Reputation
(1977)
Singles
1. Don't Believe a Word
Sortie : 1976
2. Johnny the Fox Meets Jimmy the Weed
Sortie : 1976
3. Rocky
Sortie : 1976

Johnny the Fox est le 7e album studio du groupe irlandais Thin Lizzy sorti en 1976 sur le label Vertigo. L'album a été écrit et enregistré pendant que le bassiste Phil Lynott se remettait d'une crise d'hépatite alors qu'il était à mi-chemin de la tournée de l'album Jailbreak.

## Historique
En pleine tournée américaine, Phil Lynott tomba malade et la tournée fut annulée en juin 1976, le groupe rentra alors au Royaume-Uni et Lynott fut envoyé à l'hôpital de Manchester durant quelques semaines afin qu'il guérisse de son hépatite. Lynott avait avec lui une guitare acoustique et a écrit les titres de Johnny the Fox en juin et juillet, avec une sortie pour jouer au HMV Hammersmith Apollo le 11 juillet.
Après sa sortie de l'hôpital, Lynott rejoignit les autres membres du groupe et se rendit à Munich en août pour enregistrer l'album aux studios Musicland avec le producteur John Alcock. Alcock a déclaré que la décision d'enregistrer en dehors du Royaume-Uni a été pour des raisons fiscales. Néanmoins le studio ne convient pas , ni aux musiciens, ni à la production et le groupe décide de rentrer en Angleterre et de s'installer dans les studios Ramport à Battersea dans le sud-ouest de Londres. Phil Collins de Genesis viendra ajouter quelques percussions sur l'album.
L'album s'est classé à la 52e position dans les charts américains et canadiens, à la 11e position dans les charts britanniques le 6 novembre 1976 et à la 17e position dans les charts suédois. Il sera certifié disque d'or (plus de 100 000 exemplaires vendus) au Royaume-Uni le 1er février 1977.
La couverture de l'album a été réalisée par l'artiste Jim Fitzpatrick, qui a réalisé nombreuses pochettes d'album pour Thin Lizzy (Nightlife, Jailbreak, Chinatown...).

## Liste des titres

### Album original
Face 1
| No | Titre                | Auteur                             | Durée |
| -- | -------------------- | ---------------------------------- | ----- |
| 1. | Johnny               | Phil Lynott                        | 4:26  |
| 2. | Rocky                | Lynott, Scott Gorham, Brian Downey | 3:42  |
| 3. | Borderline           | Lynott, Brian Robertson            | 4:35  |
| 4. | Don't Believe a Word | Lynott                             | 2:18  |
| 5. | Fools Gold           | Lynott                             | 3:51  |

Face 2
| No  | Titre                               | Auteur                 | Durée |
| --- | ----------------------------------- | ---------------------- | ----- |
| 6.  | Johnny the Fox Meets Jimmy the Weed | Lynott, Gorham, Downey | 3:43  |
| 7.  | Old Flame                           | Lynott                 | 3:10  |
| 8.  | Massacre                            | Lynott, Gorham, Downey | 3:01  |
| 9.  | Sweet Marie                         | Lynott, Gorham         | 3:58  |
| 10. | Boogie Woogie Dance                 | Lynott                 | 3:07  |

### Deluxe Edition 2011
Cd 1 - album original
Cd2 - titres bonus
1. "Don't Believe a Word" (Remixed version) - 2:21
2. "Johnny" (Remixed version) - 4:30
3. "Don't Believe a Word" (BBC Sessions 11/10/1976) - 2:45
4. "Johnny the Fox Meets Jimmy the Weed" (BBC Sessions 11/10/1976) - 3:42
5. "Fools Gold" (BBC Sessions 11/10/1976) - 3:54
6. "Johnny" (BBC Sessions 11/10/1976) - 4:16
7. "Fools Gold" (Instrumental run-through) - 3:26
8. "Johnny the Fox Meets Jimmy the Weed" (Instrumental run-through - extended version) - 5:32
9. "Rocky" (Instrumental run-through) - 3:47
10. "Massacre" (Instrumental take) - 2:01
11. "Scott's Tune" (Instrumental inédit de Scott Gorham) - 1:59

## Musiciens
Thin Lizzy
- Phil Lynott - chant, basse, guitare acoustique.
- Scott Gorham - guitare, guitare solo.
- Brian Downey - batterie, percussions.
- Brian Robertson - guitare, guitare solo.

Musiciens additionnels
- Fiachra Trench - cordes, basse.
- Phil Collins - percussions
- Kim Beacon - chœurs

## Charts et certifications

### Album
Charts
| Pays                          | Durée du classement | Meilleur classement | Date             |
| ----------------------------- | ------------------- | ------------------- | ---------------- |
| Canada (RPM)                  | 8 semaines          | 52e                 | 12 mars 1977     |
| États-Unis (Billboard 200)    | 11 semaines         | 52e                 | 27 novembre 1976 |
| Royaume-Uni (UK Albums Chart) | 23 semaines         | 11e                 | 6 novembre 1976  |
| Suède (Sverigetopplistan)     | 6 semaines          | 17e                 | 2 novembre 1976  |

Certification
| Pays        | Certification | Ventes    | Date             |
| ----------- | ------------- | --------- | ---------------- |
| Royaume-Uni | Or            | 100 000 + | 1er février 1977 |

### Single
Charts
| Single               | Chart            | Durée du classement | Position | Date            |
| -------------------- | ---------------- | ------------------- | -------- | --------------- |
| Don't Believe a Word | UK Singles Chart | 7 semaines          | 12e      | 5 février 1977  |
| Don't Believe a Word | IRMA             | 6 semaines          | 2e       | 24 février 1977 |